# Town Cryer

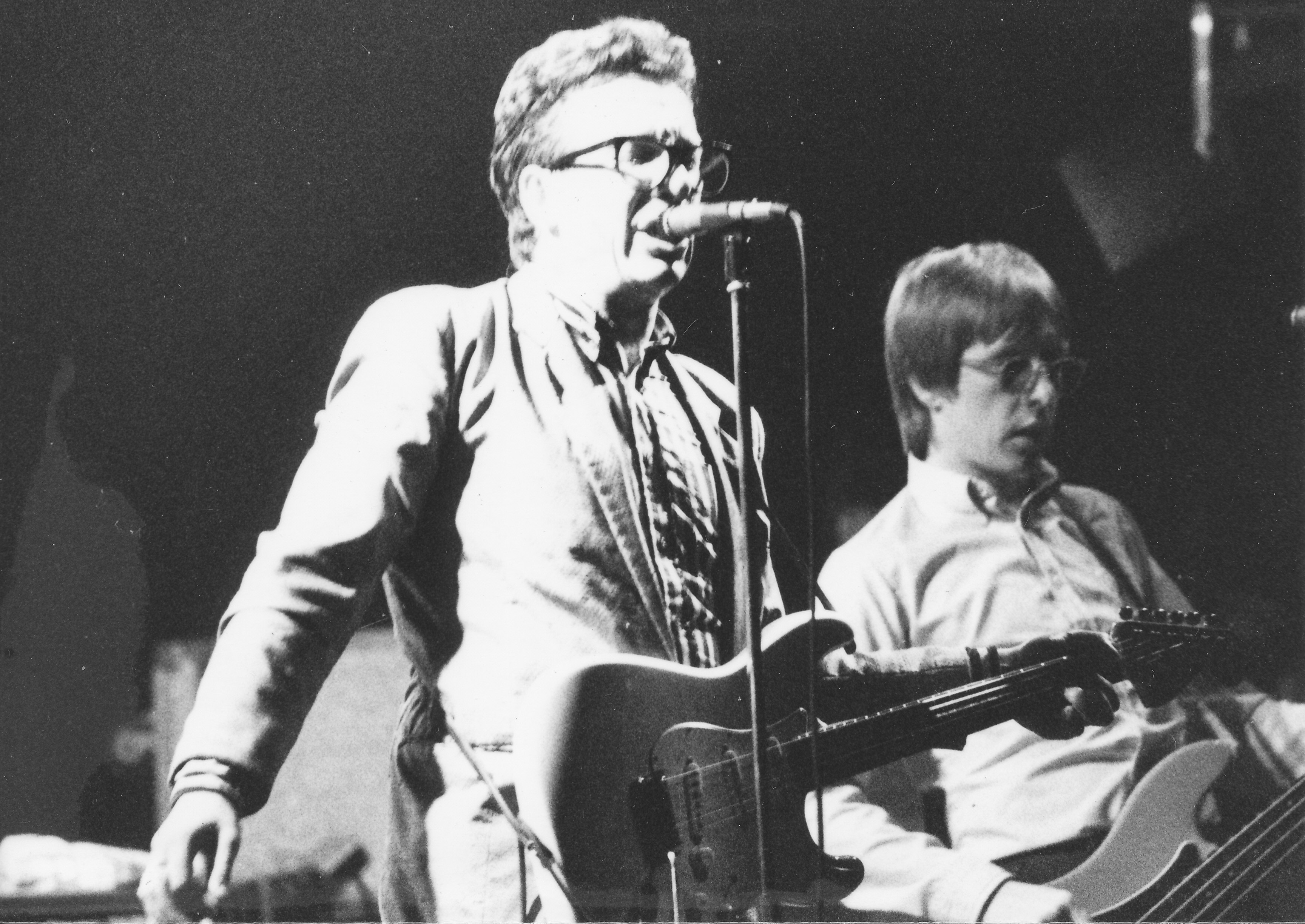
Elvis Costello (1980)

Town Cryer (deutsch: Stadtausrufer) ist eine Ballade, die 1982 von Elvis Costello auf dem Album Imperial Bedroom veröffentlicht wurde. Sie war auch auf der B-Seite der zweiten Single des Albums Man Out of Time.
Das Lied wurde mit Streichern von Steve Nieve arrangiert.

## Inhalt
Der Schlusssong des Albums ist ein elegischer Abschied mit zunehmend reichhaltiger Orchestrierung, eine Ballade im Stil von Frank Sinatra der 50er Jahre.
Das Lied beginnt mit einem Piano-Intro von Steve Nieve; nach acht Takten setzt die Band ein. Am Ende der ersten Strophe erscheinet eine Bläsergruppe. Mit jeder Wiederholung des langen Refrains kommen mehr Orchesterinstrumente hinzu, bis im ausgedehnten Schlussteil das Orchester die Rhythmusgruppe fast übertönt.
Town Cryer meint im direkten Sinn den städtischen Proklamator und hier den, der in der Stadt am meisten weint.
Im Liedtext kostet der Protagonist nach einer zerbrochenen Liebe sein „unverschämtes Selbstmitleid“ aus:

„Ich bin der Stadt-Greiner

Und jeder weiß

Ich bin etwas deprimiert

Mit dem ganzen Leben vor mir“

Der Refrain endet mit den Worten „tragically hip“ (tragisch hip), die vielleicht erste Aufzeichnung dieser Redewendung, die in den englischen Sprachgebrauch überging; 1983 nannte sich die kanadische Popband The Tragically Hip danach.

## Besetzung
- Elvis Costello – Gesang, Gitarre[3]
- Steve Nieve – Piano, Keyboards, Orchestrierung
- Bruce Thomas – Bass
- Pete Thomas – Schlagzeug

## Coverversionen
Es gibt mehrere Coverversionen, so 2012 von Kristen Cothron, 2020 von Steve Nieve (live, instrumental) und von Wet Wet Wet (unter Maggie Pie and The Imposters).